# ليزو
ليزو (بالصينية :嫘祖؛ بينيين : léi zǔ) هي إمبراطورة صينية أسطورية وهي زوجة الإمبراطور الأصفر. وتقول الأسطورة أنها اكتشفت الحرير واخترعت مغزل الحرير في القرن 27 قبل الميلاد.
اكتشفت ليزو دودة القز بينما كانت تمشي لتطلع على الضرر الذي لحق أشجار التوت الإمبراطورية.
هناك روايتان عن كيفية اكتشاف الحرير، الأولى تقول أن الإمبراطورة لمست دودة القز فعلق خيط الحرير بيدها، وبدأت بلف الحرير حول إصبعها أثناء خروجه، وعندما انتهى الحرير رأت الشرنقة فعرفت أن الحرير كان يخرج منها. أما الرواية الثانية فتقول أنها رأت دودة القز تأكل أوراق التوت وتنسج الشرانق، فقامت بجمع الشرانق وجلست لتحتسي الشاي. وبينما كانت تحرك فنجان الشاي سقطت شرنقة فيه فبدأ خيط رفيع بالظهور في الماء منفصلاً عن الشرنقة، وعندها عرفت ليزو أنه بالإمكان فصل الحرير عن الشرنقة.